# تئوکریتوس
تئوکریتوس (زبان یونانی: Θεόκριτος؛ قرن سوم پ.م. – بعد از ۲۶۰ پ. م) شاعر یونانی قرن سوم پیش‌ازمیلاد بود که با شعرهایش در ادبیات شبانی شناخته می‌شود.
فقط ده قطعه از سی و دو قطعه شعری که از تئوکریتوس به ما رسیده‌است اشعار شبانی هستند، ولی همین ده قطعه او را به نام شاعر پاستورال مشهور ساخته‌اند. او در سال ۲۷۶ به اسکندریه سفر کرد.